# Holland (Oregon)
Holland az Amerikai Egyesült Államok északnyugati részén, Oregon állam Josephine megyéjében, az Oregon Route 46 közelében elhelyezkedő önkormányzat nélküli település.
Névadója James E. Holland telepes. A posta 1899 és 1960 között működött.
A megyei bányakörzet központjában található településen van a Foris borászat.

## Fordítás
- Ez a szócikk részben vagy egészben  a   Holland, Oregon című angol Wikipédia-szócikk ezen változatának fordításán alapul.  Az eredeti cikk szerkesztőit annak laptörténete sorolja fel. Ez a jelzés csupán a megfogalmazás eredetét és a szerzői jogokat jelzi, nem szolgál a cikkben szereplő információk forrásmegjelöléseként.